# Харт (Тексас)
Харт (енгл. Hart) град је у америчкој савезној држави Тексас. По попису становништва из 2010. у њему је живело 1.114 становника.

## Демографија
Према попису становништва из 2010. у граду је живело 1.114 становника, што је 84 (7,0%) становника мање него 2000. године.
| Група             | 2000.       | 2010.       |
| Белци             | 254 (21,2%) | 241 (21,6%) |
| Афроамериканци    | 37 (3,1%)   | 35 (3,1%)   |
| Азијати           | 0 (0,0%)    | 4 (0,4%)    |
| Хиспаноамериканци | 894 (74,6%) | 834 (74,9%) |
| Укупно            | 1.198       | 1.114       |